# Jean-Lucien Bussa Tongba
Jean-Lucien Bussa Tongba ou Togba, né le 26 mars 1962 à Likaw dans le territoire de Budjala, est un homme politique congolais (RDC). Il est ministre du Commerce extérieur de 2017 à 2024 et ministre du Portefeuille depuis 2024 dans le gouvernement Suminwa.

## Biographie
Jean-Lucien Bussa Tongba (ou Togba) est né le 26 mars 1962 à Likaw.

## Carrière politique
Après les élections législatives nationales de 2006, Jean-Lucien Bussa Tongba est élu député dans la circonscription électorale de Budjala. Réélu député national dans la même circonscription, il obtient deux sièges lors des élections législatives de 2011. Il est candidat sur la liste du parti politique Mouvement de libération du Congo (MLC), il exerce les fonctions de président du groupe parlementaire : Mouvement de libération du Congo et alliés « MLC et alliés ».
Après avoir servi sa nation pendant trois législatures au sein de l’Assemblée nationale, il est élu sénateur dans la province du Sud-Ubangi, mais en raison de sa présence au sein du premier gouvernement sous la présidence de Félix Tshisekedi, il laisse son siège à son suppléant.
Il est membre du Courant des démocrates rénovateurs (CDER).
Jean-Lucien Bussa est nommé ministre d'État, ministre du Plan au sein du gouvernement Badibanga en décembre 2016.
Il est ministre d'État, ministre du Commerce extérieur au sein du gouvernement Tshibala en 2017. Bussa conserve le ministère du Commerce extérieur au sein du gouvernement Ilunga d'août 2019 à avril 2021. Il est reconduit à la tête de ce même ministère au sein du gouvernement Lukonde entre le 12 avril 2021 et mars 2024.
Lors de l'élection législative de 2018, Jean-Lucien Bussa est élu député de la circonscription de Budjala. Il est réélu lors de l'élection législative de 2023 comme candidat du Code. Son suppléant, Romain-Landry Bussa Mbule, le remplace à partir du 15 juin 2024.
Jean-Lucien Bussa est nommé ministre du Portefeuille dans le gouvernement Suminwa formé en juin 2024.